# Hidroelektrana Rama
Hidroelektrana Rama är ett vattenkraftverk i Bosnien och Hercegovina.   Det ligger i entiteten Federationen Bosnien och Hercegovina, i den centrala delen av landet, 60 km väster om huvudstaden Sarajevo. Hidroelektrana Rama ligger 536 meter över havet.
Terrängen runt Hidroelektrana Rama är kuperad åt nordost, men åt sydväst är den bergig. Hidroelektrana Rama ligger nere i en dal. Närmaste större samhälle är Prozor, 9,5 km nordväst om Hidroelektrana Rama. 
I omgivningarna runt Hidroelektrana Rama växer i huvudsak blandskog. Runt Hidroelektrana Rama är det ganska tätbefolkat, med 93 invånare per kvadratkilometer.